# أتسوشي فوجيموتو
أتسوشي فوجيموتو (باليابانية: 藤本敦士؛ بالكانا: ふじもと あつし) هو لاعب كرة قاعدة ياباني، ولد في 4 أكتوبر 1977 في أكاشي في اليابان.

## وصلات خارجية
- أتسوشي فوجيموتو على موقع الدوري الياباني لكرة القاعدة (الإنجليزية)
- أتسوشي فوجيموتو على موقعبيزبول رفرنس.كوم (الدوري الثانوي) (الإنجليزية)
- أتسوشي فوجيموتو على موقع أوليمبيديا (الإنجليزية)